# Straż wiejska (film)
Straż wiejska (ang. Super Troopers) – amerykański film komediowy z 2001 roku.

## Opis fabuły
W małym miasteczku Vermont w USA obok policji działa straż wiejska. Ponieważ jednak okolica jest całkiem spokojna, władze stanowe rozważają decyzję likwdacji tej formacji. Pięciu strażników: Thorny, Foster, Mac, Farva i Rabbit, którzy zawsze entuzjastycznie traktowali swoje obowiązki, są tym zaniepokojeni. Kiedy w okolicy zdarza się zabójstwo, postanawiają wykryć sprawcę, zanim zrobi to policja i tym samym udowodnić swoją przydatność...

## Obsada
- Brian Cox – John O'Hagan
- Jay Chandrasekhar – Arcot „Thorny” Ramathorn;
- Paul Soter –  Jeff Foster
- Steve Lemme – MacIntyre „Mac” Womack
- Erik Stolhanske –  Robert „Rabbit” Roto
- Kevin Heffernan – Rodney „Rod” Farva
- Daniel von Bargen – Bruce Grady
- Marisa Coughlan –  Ursula Hanson
- James Grace – Jim Rando
- Michael Weaver – Sam Smy
- Dan Fey – Jack Burton
- Amy de Lucia – Bobbi
- Jimmy Noonan – Frank Galikanokus
- Jim Gaffigan – Larry Johnson